# Polycarpa maculata
Polycarpa maculata är en sjöpungsart som beskrevs av Hartmeyer 1906. Polycarpa maculata ingår i släktet Polycarpa och familjen Styelidae. Inga underarter finns listade i Catalogue of Life.